# Adolescent’s Orquesta
Adolescent’s Orquesta ist eine Salsaband aus Venezuela. Sie vertritt die Stilrichtung der Salsa Romántica.

## Werdegang
Adolescent’s Orquesta wurde von Porfi Baloa 1995 in Caracas, Venezuela, gegründet. Ihr erstes Album Reclamando Nuestro Espacio enthielt die Songs Anhelo, Hoy Aprendí und No puedo ser tu amigo, die große Hits wurden. Die Songs Arrepentida, Clase social, Celos y Distancia und Horas Lindas aus ihrem zweiten Album Persona Ideal wurden ebenfalls große Erfolge. Die Band tourte in Chile, Kolumbien, Peru, Costa Rica, Mexiko, Ecuador, Argentinien, Niederlande, Belgien, Deutschland, Schweiz, Italien, USA und Japan.

## Diskografie
- Reclamando Nuestro Espacio (1995)
- Persona Ideal (1997)
- La Misma Pluma (1998)
- Millennium Hits (1999)
- Ahora Más que Núnca (2001)
- Búscame (2005)
- V.I.P. Edition (2006)[1]

## Preise und Auszeichnungen
- Mara de Oro, Meridiano de Oro und Estrella de Oro in New York 1996–1997
- Lo Nuestro, 2010
- Globo de Oro